# Chakappanahalli, Sidlaghatta
Chakappanahalli là một làng thuộc tehsil Sidlaghatta, huyện Kolar, bang Karnataka, Ấn Độ.